# Daby Touré
Daby Touré (Boutilimit, marzo 1971) è un cantante mauritano naturalizzato francese.

## Biografia
È un musicista mauritano, cresciuto in Senegal e naturalizzato francese, influenzato da artisti internazionali come Bob Marley, Michael Jackson, The Police, Dire Straits e Stevie Wonder.
Nel 1989 si trasferisce in Francia dove, insieme con il padre Hamidou Touré, anch'egli musicista, si unisce a Touré Kunda partecipando a piccoli concerti in bar e feste organizzate dalle scuole francesi.
Nel 1992, con suo cugino, Omar, forma il gruppo Touré Touré che mescola le influenze jazzistiche dei due alla musica tradizionale africana. Dalla loro unione nasce l'album Ladde.
Nel 2004 suona al fianco di Peter Gabriel, che sponsorizza la sua carriera da solista.
Nel 2016 esce il suo album Amonafi che, stilisticamente, si distacca dalla pura tradizione africana, rintracciabile solo negli idiomi delle sue canzoni scritte in wolof, soninkè e pular.
Il 9 febbraio 2018 accompagna il duo Enzo Avitabile e Peppe Servillo, come ospite, alla 68ª edizione del Festival di Sanremo.